# شیدی گروو (اکلاهما)
شیدی گروو(به انگلیسی: Shady Grove, Cherokee County) شهری در ایالت اکلاهما کشور ایالات متحده آمریکا است که جمعیت آن در سرشماری سال ۲۰۱۰ میلادی، ۵۵۶ نفر بوده‌است.